# 金成礼
金成礼（1926年8月—2002年1月），四川泸县人，中华人民共和国编辑。

## 生平
1948年7月，参加革命，1949年7月加入中国共产党。历任仁寿副区长、区长、文教科长，西南地质局政治部宣传科长、四川地质公司办公室主任。1980年10月以来，先后任四川人民出版社、四川文艺出版社编辑，编辑室主任等职。1984年2月离休。2002年1月去世。